# Сунтар
Сунта́р (якут. Сунтаар) — село в Республике Саха (Якутия) России, административный центр Сунтарского улуса и наслега, находится на западе республики. Расположено на левом берегу реки Вилюй в 740 км от устья. Рельеф равнинный. Своё название получило от расположенного недалеко озера Сунтар.

## Этимология
Село своё название получило от близлежащего одноимённого озера Сунтар. Топономист Иванов Михаил Спиридонович (якут. Багдарыын Сүлбэ) гидроним Сунтар определяет как эвенкийское слово со значением «глубокое».

## История
Якуты заселили территорию Сунтарского наслега в 9 веке. Они принадлежали к Нерюктяйскому роду, который с начала 9 века переселился с Байкала. Начиная с 17 века этот наслег распался на три наслега: 1-й Нерюктяйский наслег (с. Тойбохой, с. Усун-Кел, с. Мар-Кел, с. Аллана), 2-й Нерюктяйский наслег (с. Нерюктяй, с. Тюбяй, с. Ыгыатта, с. Мэлэкэ) и 3-й Нерюктяйский населег (с. Бордон, с Хадан). Центр Сунтарского наслега был образован примерно в те же времена в районе озера Сунтар. Первым прибывшим в с. Сунтар русским чиновником был Воин Шахов, в 1740 году основавший здесь русскую администрацию в районе берега реки (район расположения почты) и первое укрепленное зимовье. В 1764 году в с. Сунтар была возведена церковь (Пресвятой Богородицы) протоиереем Василием Егоровичем Поповым. По преданиям, средства на её строительство отцом Василием были набраны благодаря найденному кладу. По легенде, девочка-якутка рядом с селом пасла скот. Вдруг она увидела, что из земли торчат какие-то блестящие кругляшки. Обнаруженные серебряные монетки она понесла родителям, а те сообщили о кладе местному батюшке. На этом месте нашли изрядное количество серебра. По тому курсу — порядка 20 тысяч рублей. На эти средства и был возведен первый деревянный храм в с. Сунтар. Отец Василий служил в церкви до глубокой старости и умер в сане протоиерея. Так, осенью 1914 года отмечалось 150-летие со дня основания Сунтарской церкви. Но начиная с 1989 года, когда отмечалось 225-летие села Сунтар, эта дата принята населением как год основания села.

## Прославленные уроженцы
- Дмитрий Николаевич Егоров («Сунтар»)[4][5] — Герой России (2023 год).

## Население
| 1939  | 1959  | 1970    | 1979  | 1989  | 2002  | 2010    |
| ----- | ----- | ------- | ----- | ----- | ----- | ------- |
| 1585  | ↗3877 | ↗5702   | ↗6338 | ↗6707 | ↗8930 | ↗10 034 |
| 2012  | 2013  | 2014    | 2015  | 2016  | 2017  | 2018    |
| ↘9948 | ↘9895 | ↘9813   | ↘9803 | ↘9760 | ↗9794 | ↗9826   |
| 2019  | 2020  | 2021    |       |       |       |         |
| ↘9775 | ↗9823 | ↗10 035 |       |       |       |         |

## Образование
Первая школа была открыта 17 ноября 1862 года. В настоящее время в селе действуют: Сунтарская СОШ № 1 (открыта в 1862 году) — 448 учащихся; Сунтарский политехнический лицей (открыт в 1992 году) — 500 учащихся; Сунтарская СОШ № 3 (открыта в 1991 году) — 196 учащихся; Сунтарская начальная школа (открыта в 1989 году) — 512 учащихся; Сунтарская начальная школа-сад (открыт в 2009 году) — 69 учащихся; Сунтарская саха гуманитарная гимназия (открыта в 2002 году) — 172 учащихся; Сунтарская санаторная школа-интернат (открыта в 1954 году) — 57 учащихся; Сунтарская коррекционная сп. школа интернат (открыта в 1998 году) — 72 учащихся. Кроме этого действует Сунтарская вечерняя школа. Из учреждений дополнительного образования действуют: Центр детского творчества (открыт в 1959 году), школа искусств (с 1967 года).

## Климат
Климат умеренный резко континентальный, характеризуется очень холодной и продолжительной зимой, тёплым коротким летом и короткими переходными периодами — весной и осенью. Но в целом для Якутии климат Сунтара один из наиболее комфортных и благоприятных по всей республике. Зимой морозы регулярно смягчаются вторжениями циклонов с запада, и температура может повышаться до −15…-10 градусов, и выше. Так, например, 1 февраля 2002 года температура повысилась до −2°С. В Оймяконе в это время было −64,6 градусов, на 62,6 градусов ниже, чем в Сунтаре, что является одним из самых холодных дней февраля в селе. Тогда как до Центральной Якутии циклоны практически не доходят, и там месяцами может держаться температура ниже −40 градусов. Лето также не столь жаркое, и выпадает больше дождей.
Весна начинается в начале апреля, когда дневные температуры устойчиво становятся положительными, и начинает таять снег. Погода в этот период очень изменчивая. Температура может повышаться до +15 градусов при вторжении тёплых воздушных масс с юго-запада, но также может и резко холодать до −35° при вторжении арктических воздушных масс с севера. Снежный покров полностью сходит в середине мая, заморозки прекращаются в конце мая. Лето начинается в середине июня, когда среднесуточная температура воздуха становится выше +15°С. Оно теплое, в иные дни температура днём может повышаться до +30…+35°С, но в случае затоков холодного воздуха с севера, может понижаться до +10…+15 градусов даже днём. Обычная температура днём около +25°. Осень начинается в середине августа, когда среднесуточные температуры становятся ниже +15 градусов. Заморозки в среднем начинаются в конце августа — начале сентября. Среднесуточная температура воздуха переходит через 0 градусов 1 октября, в то же время, что и в Воркуте, которая находится значительно севернее Сунтара, дневные температуры становятся отрицательными с 16 октября, тогда же образуется устойчивый снежный покров и начинается зима. Зима продолжительная и холодная, уже в ноябре возможны сорокаградусные морозы, но в начале ноября ещё возможны слабые оттепели и дожди. В декабре — феврале практически каждый год возможны морозы до −55° градусов. Ниже −55° температура опускается очень редко. Морозы усугубляются очень коротким световым днём. В конце декабря солнце светит всего 5 часов 5 минут. Но в феврале продолжительность свечения и высота Солнца заметно увеличиваются, а в марте оно уже сильно прогревает землю. В марте характерны большие суточные амплитуды температуры воздуха — до 20…25 градусов. Утром перед восходом солнца может быть −40°, днём температура может повыситься до −15 градусов. В декабре оттепели исключены. По многим календарным периодам года экстремумы в Сунтаре, и особенно минимумы, крайне схожи с Якутском, летние минимумы тут одни из самых безморозных из всей Саха и безморознее. чем по северной Скандинавии и Коми, и сопоставимы с крайним севером Карелии, и лишь несколько выше Уральских, так средний абсолютный минимум за летние месяцы у Сунтара не достигает даже -5, что уникально для Якутии. тем более на этой якутской широте, и заметно выше даже Нерюнгри по среднему летнему минимуму летом крайний юг куда менее безморозен из-за нагорья. и едва не идентичен Серову на севере Свердловской как самому низком по Уралу, самые низкие температуры месяцев за лето у Серова и Сунтара практически одинаковы. Майский абсолютный минимум может достигать практически -20, а в октябре и апреле. точно как и в самом Якутске температура лишь слегка понижалась за -40. По летней прогретости воздуха это также один из самых стабильных в плане жары якутских городов хотя по наивысшей температуре он и несколько уступает Покровску и Усть-Мае. 
| Показатель                             | Янв.  | Фев.  | Март  | Апр.  | Май   | Июнь | Июль | Авг. | Сен.  | Окт. | Нояб. | Дек.  | Год   |
| -------------------------------------- | ----- | ----- | ----- | ----- | ----- | ---- | ---- | ---- | ----- | ---- | ----- | ----- | ----- |
| Абсолютный максимум, °C                | 1,5   | 2,1   | 10,6  | 18,6  | 31,1  | 35,5 | 37,8 | 34,2 | 27,6  | 19,5 | 6,0   | −0,9  | 37,8  |
| Средняя температура, °C                | −33,3 | −29,8 | −18,8 | −5,6  | 5,9   | 14,7 | 17,8 | 14,0 | 5,6   | −6   | −23,7 | −31,3 | −7,5  |
| Абсолютный минимум, °C                 | −60,2 | −59,4 | −51,8 | −41,4 | −19,7 | −5,5 | −2,5 | −6,5 | −17,8 | −41  | −53,8 | −58,7 | −60,2 |
| Норма осадков, мм                      | 10,6  | 6,6   | 6,9   | 7,1   | 24,1  | 30,3 | 27,1 | 28,9 | 20,9  | 18,7 | 13,3  | 10,9  | 205,4 |
| Источник: World Climate Thermo-Karelia |       |       |       |       |       |      |      |      |       |      |       |       |       |